# Ferdinand Habacher
Ferdinand Habacher (* 18. April 1881 in Wien; † 1. August 1971 in Sankt Gallen, Steiermark) war ein österreichischer Veterinärmediziner sowie Hochschullehrer.

## Leben
Der gebürtige Wiener Ferdinand Habacher wandte sich nach der Matura dem Studium der Veterinärmedizin an der Tierärztlichen Hochschule Wien zu, 1908 erwarb er das Diplom. Nach einer einjährigen Assistenztätigkeit an der dortigen Medizinischen Klinik erfolgte seine Promotion zum Dr. med. vet., im Folgejahr legte er seine Physikatsprüfung ab. Der 1902 in den Militärdienst Eingetretene, später zum Cheftierarzt bei Kavallerie sowie Artillerie Ernannte, wurde 1913 der Hochschule zugeteilt, 1915 wurde er mit dem Unterricht in Hufbeschlag betraut, 1919 erhielt er die Venia Legendi für Huf- und Klauenkunde.
Nach dem Ausscheiden aus dem Militärdienst erfolgte 1920 Habachers Bestellung zum außerordentlichen Professor sowie Vorstand  der Lehrkanzel für Huf- und Klauenkunde sowie der Poliklinik der Pferde, 1927 wurde er zum titular-ordentlichen, 1937 zum ordentlichen Professor befördert. Zusätzlich bekleidete er in den Jahren 1946 bis 1948 das Rektorat, 1951 wurde er emeritiert. Habacher, Ehrenmitglied der Österreichischen Gesellschaft der Tierärzte, trat insbesondere durch Publikationen auf den Gebieten des Hufbeschlages, der Hufkrankheiten, der Chirurgie sowie des Tierschutzes hervor.

## Schriften
- Acanthosis nigricans (Janovsky) beim Hunde : keratosis nigricans (Kaposi) Distrophie papilaire et pigmentaire (Darier), Dissertation, Union Deutsche Verlagsgesellschaft, Stuttgart, 1909
- Ueber das Verhalten des Hornstrahles (Hahnenkamm) und der Eckstreben bei den gesunden und kranken Hufen, ihre physiologische Bedeutung und ihr Einfluss auf den Beschlag, Wien [etc.], 1917
- Extremitätenerkrankungen des Pferdes und Rindes, in: Wiener tierärztliche Monatsschrift, Nr. 10, Ferdinand Berger & Söhne Gesellschaft, Horn, 1938
- Mit Joseph Grossbauer: Der Huf- und Klauenbeschlag, Urban & Schwarzenberg, Wien, 1948